# Carl-Peter Buschkühle

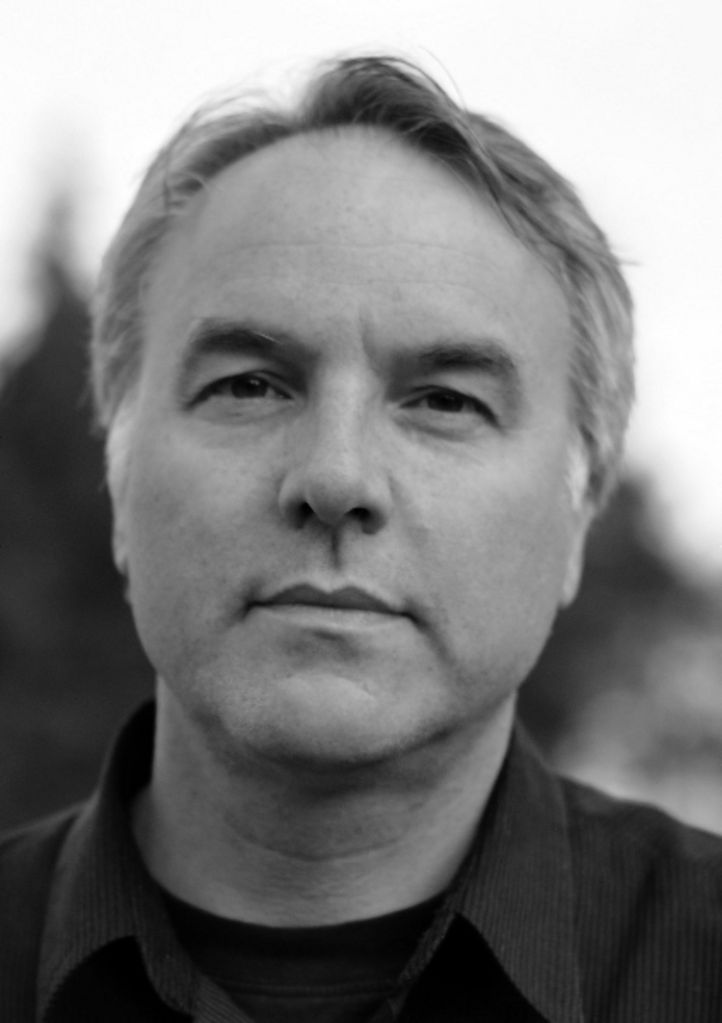
Carl-Peter Buschkühle

Carl-Peter Buschkühle (* 1957) ist ein deutscher Kunstpädagoge. Er lehrte und forscht als Professor für Kunstpädagogik am Institut für Kunstpädagogik der Justus-Liebig-Universität Gießen und vertritt den Ansatz der Künstlerischen Bildung.

## Leben und Werk
Carl-Peter Buschkühle studierte von 1977 bis 1982 Kunst, Philosophie und Erziehungswissenschaften an den Universitäten in Paderborn, Wuppertal und Köln. In den Jahren 1983 und 1984 widmete er sich freien künstlerischen Arbeiten in der Malerei und hatte Studienaufenthalte in London, Paris, Italien. Von 1986 bis 2000 lehrte Buschkühle als Lehrer für Kunst und Philosophie am Gymnasium der Benediktiner in Meschede. Von 1989 bis 2000 war er an der Bergischen Universität Wuppertal Lehrbeauftragter für Kunstwissenschaft. 1996 promovierte er dort zum Dr. phil. mit einer Arbeit über die Kunst als Kunstpädagogik bei Joseph Beuys.
Er ist Gründungsmitglied der Künstlergruppe „Das künstliche Gelenk“, welche von 1996 bis 2003 bestand. Von 2000 bis 2007 war er an der Pädagogischen Hochschule Heidelberg Professor für Kunstpädagogik und zugleich Vorsitzender der Landeskonferenz der Kunstdozenten der Pädagogischen Hochschulen Baden-Württembergs. 2006 habilitierte er an der Universität Koblenz-Landau zum Thema Medienkultur und Künstlerische Bildung. Von 2007 bis 2023 war er Professor für Kunstpädagogik an der Justus-Liebig-Universität Gießen. Von 2011 bis 2014 war er Mitglied des Vorstandes des European Regional Council der International Society of Education through Art (InSEA), sowie von 2015 bis 2018 Vorsitzender des Council.

## Forschung und Lehre
Buschkühles Forschungsschwerpunkte umfassen die Theorie der Künstlerischen Bildung, Theorie und Praxis des künstlerischen Projekts, Philosophische Ästhetik und Kulturtheorie sowie intermediale künstlerische Arbeit.

### Künstlerische Bildung
Das Konzept der Künstlerischen Bildung begründet seine Zielsetzungen, Bildungsmethoden und -inhalte von der Kunst her. Von grundlegender Bedeutung für das Konzept waren Untersuchungen von Buschkühle über Joseph Beuys und seinen erweiterten Kunstbegriff. In der Künstlerischen Bildung sollen Vermittlungs- und Handlungsprozesse „kunstgemäß“ initiiert werden. Künstlerisches Denken und Handeln wird als Basis für Formen, Inhalte und Zielsetzungen kunstpädagogischer Tätigkeiten angesehen. Die künstlerische Bildung bewegt sich dabei immer in einem großen Spannungsfeld von Polaritäten, z. B. zwischen Theorie und Praxis eines künstlerischen Projekts oder Arbeitsformen wie Recherche, Konstruktion und Transformation. Diese Polaritäten eröffnen Spielräume eines werkorientierten Arbeitens, worin eigenständiges Lernen, experimentelle Problemlösung und kritische Reflexion von themenrelevanten Kontexten zu erfahren und zu fördern sind.
Künstlerische Bildung zielt auf die Übung des künstlerischen Denkens. Dieses gliedert sich u. a. in die Teilbereiche einfühlsame Wahrnehmung, kritische Reflexion und produktive Imagination. Diese geistigen Fähigkeiten können als bedeutsame Aspekte für die Bildung eines selbstbestimmten und selbstorganisierten Individuums angesehen werden.

### Das künstlerische Projekt
In der Praxis realisiert sich die künstlerische Bildung wesentlich im künstlerischen Projekt und setzt sich grob gefasst aus drei Strukturelementen zusammen: Induktion, Experiment und Kontextualität. Induktion beschreibt hierbei einen weitgehend offenen Einstieg in ein Thema. Das Ziel ist, jedem Lernenden einen möglichst individuellen Weg der Auseinandersetzung zu ermöglichen. Dieser Einstieg kann auf vielfältige Weise geschehen, z. B. durch Recherchen, erste spontane Skizzen oder auch durch auszudeutende Zufallsformen. Experiment meint die darauffolgende, möglichst individuelle Auseinandersetzung mit dem Thema. Es bedarf der kritischen Reflexion und gegebenenfalls der gezielten Recherche von Sachverhalten sowie der Übung technischer Fertigkeiten. Kontextualität meint einerseits die Einbeziehung bedeutsamer Kontexte in die Bearbeitung eines Themas (z. B. die Auseinandersetzung mit Bildern der Kunst und der Medien). Andererseits sollen die einzelnen Phasen der gestalterischen und inhaltlichen Arbeit im künstlerischen Projekt miteinander in einem vertiefenden und differenzierenden Zusammenhang stehen.
In der Verbindung von Wissen und Gestalten weist das künstlerische Projekt je nach Themenstellung einen interdisziplinären Charakter auf. Es ist eine fächerübergreifende Methodik der künstlerischen Bildung, welche sich nicht nur auf ein Fach beschränkt, sondern als alternatives Lernprinzip anzusehen ist.

## Rezeption
Das Konzept der Künstlerischen Bildung wird kontrovers rezipiert. Franz Billmayer kritisiert beispielsweise, dass Kunstunterricht sich nicht mehr über die Kunst selbst legitimieren könne, denn Kunst sei das Ergebnis sozialer Übereinkünfte und bezeichne nur einen verschwindend geringen Teil aller Bilder. Gerade aber den populären Bildern in den Medien solle qualifiziert begegnet werden. Von diesen seien Kinder und Jugendliche besonders geprägt. Künstlerische Bildung gehe hier zu stark einem idealistischen Gedanken nach und fokussiere zu sehr das Außergewöhnliche der Kunst. Hubert Sowa warnt vor ethischen Missverhältnissen. Denn die Praktiken von Künstlern oder Elemente des Zerstörerischen auf kultureller, gesellschaftlicher und subjektiver Ebene, die vereinzelt und in einem gewissen Maß Bestandteil künstlerischer Projekte sein können, seien oftmals alles andere als erzieherisch wertvoll.

## Publikationen
Monografien:
- Dada – Kunst in der Revolte. Eine existenzphilosophische Analyse des Dadaismus. Die Blaue Eule, Essen 1985, ISBN 3-924368-68-6.
- Wärmezeit. Zur Kunst als Kunstpädagogik bei Joseph Beuys. Lang, Frankfurt am Main 1997, ISBN 3-631-30992-9.
- Die Welt als Spiel / 1. Kulturtheorie: digitale Spiele und künstlerische Existenz. Athena, Oberhausen 2007, ISBN 978-3-89896-282-7.
- Die Welt als Spiel / 2. Kunstpädagogik: Theorie und Praxis künstlerischer Bildung. Athena, Oberhausen 2007, ISBN 978-3-89896-283-4.
- Künstlerische Bildung. Theorie und Praxis einer künstlerischen Kunstpädagogik. Oberhausen 2017. ISBN 978-3-89896-673-3.

Sammelbände:
- Carl-Peter Buschkühle (Hrsg.): Perspektiven künstlerischer Bildung. Salon Verlag, Köln 2003, ISBN 3-89770-170-7.
- Carl-Peter Buschkühle, Jutta Felke (Hrsg.): Mensch – Bilder – Bildung. Athena Verlag, Oberhausen 2005, ISBN 3-89896-218-0.
- Carl-Peter Buschkühle, Joachim Kettel, Mario Urlaß (Hrsg.): Horizonte. Internationale Kunstpädagogik . Athena Verlag, Oberhausen 2009, ISBN 978-3-89896-371-8.
- Carl-Peter Buschkühle, Ludwig Duncker, Vadim Oswalt (Hrsg.): Bildung zwischen Standardisierung und Heterogenität. VS Verlag für Sozialwissenschaften, Wiesbaden 2009, ISBN 978-3-531-16800-5.
- Carl-Peter Buschkühle (Hrsg.): Künstlerische Kunstpädagogik. Ein Diskurs zur künstlerischen Bildung. Athena Verlag, Oberhausen 2012, ISBN 978-3-89896-514-9.
- Rachel Mason, Carl-Peter Buschkühle (Hrsg.): Images & Identity. Educating Citizenship through Visual Arts. Intellect, Bristol / Chicago 2013, ISBN 978-1-84150-742-2.